# Ayako Hirose
Ayako Hirose (jap. 広瀬 綾子, Hirose Ayako; * 21. Januar 1969) ist eine ehemalige japanische Tennisspielerin.

## Karriere
Ayako Hiroses professionelle Tenniskarriere dauerte von 1987 bis 1995. In dieser Zeitspanne gewann sie auf der WTA-Tour kein Turnier. Auf ITF-Ebene holte sie einen Einzel- und drei Doppeltitel. Die Japanerin erreichte mit Rang 216 im Einzel und Rang 115 im Doppel (beide 1993) ihre besten Platzierungen in der Damenweltrangliste. Hirose nahm kein einziges Mal in ihrer Profikarriere im Einzelwettbewerb an einem Grand-Slam-Turnier teil.